# Carnaval de Guaranda

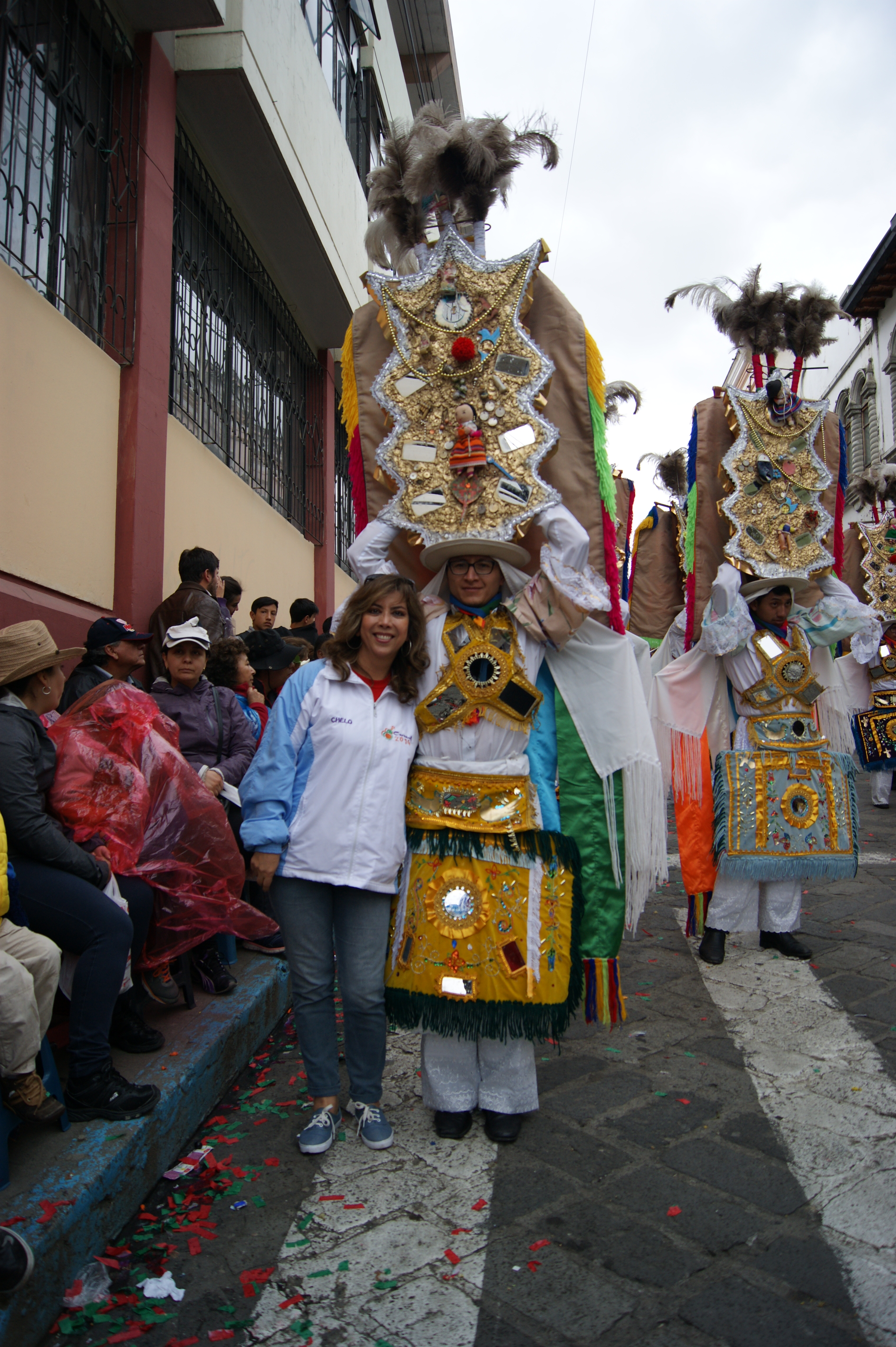
Danzantes de otras provincias del país, acuden a presentarse en las fiestas de Carnaval de Guaranda.

El Carnaval de Guaranda es una de las fiestas mayores del Ecuador, que además de atraer turistas a nivel nacional, tiene un impacto turístico internacional. Se lleva a cabo aproximadamente entre febrero o marzo de cada año en el calendario de carnaval. Guaranda es conocida por esta expresión cultural de tradición popular, lo que conlleva a reconocerla desde 1999 como patrimonio cultural de Ecuador. En este carnaval, se realizan varias comparsas previas, bailes tradicionales y el aire festivo previo al juego con agua, polvo, harina, serpentinas, espuma, huevos, y otros productos característicos del carnaval, sumado a comidas típicas y el fuerte aguardiente llamado "pájaro azul".
Es una mezcla de festividades originadas en la religión Católica y en ritos incaicos. Su forma de celebración une a las culturas indígenas, europeas y mestizas. La celebración cristiana se realizaba los tres días antes de la Cuaresma y la otra, la indígena precolombina, estaba ideada al festejo de su cacique, o líder tribal.
Mediante acuerdo del Ministerio de Educación y Cultura, el 31 de octubre del 2002, el “Carnaval de Guaranda” fue nombrado Patrimonio Intangible de la Nación.

## Historia
Anterior a la cristianización, las tribus Huarangas, festejaban a su cacique en la segunda luna llena del año, celebración que duraba 4 días, y que constaba de cantos, bailes, comida y bebida. Entre los bailes y los cánticos se arrojaban harina de maíz, flores, agua perfumada con vegetales aromáticos. Fue entonces que llegada la colonización, se unió el carnaval cristiano, que era una celebración que coincidía levemente con las fechas Huarangas, y se incluye el elemento del agua a la celebración, por ser muy comúnmente usado en el carnaval en las zonas europeas, el cacique sería reemplazado por el taita que significa padre, pero los otros elementos se mantuvieron hasta la posteridad.

## Actividades

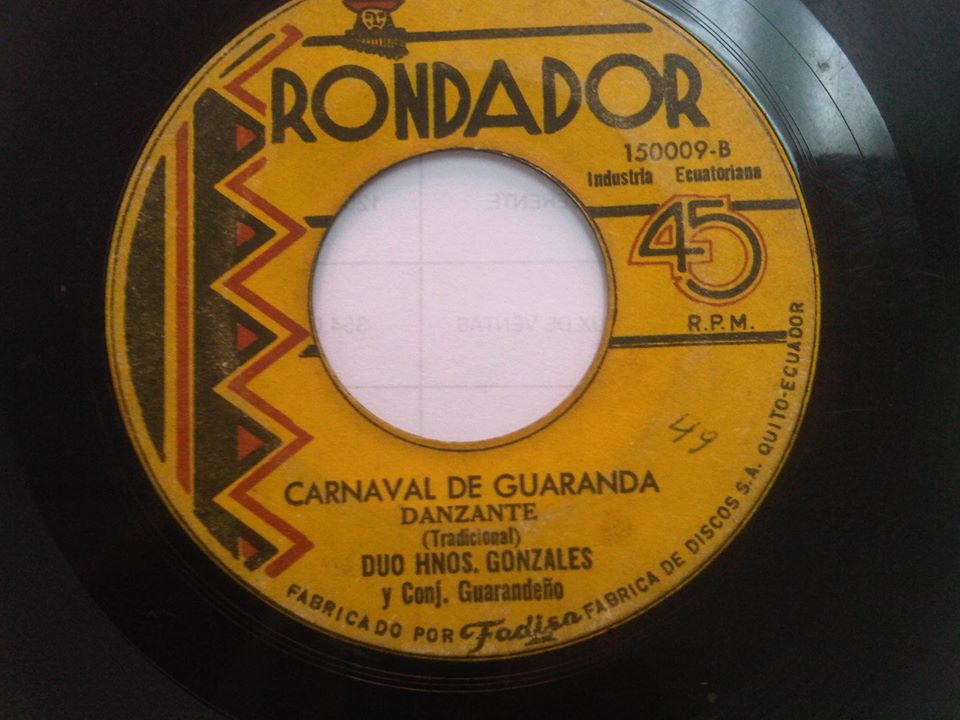
La música del Carnaval de Guaranda está dentro del danzante que es un género musical de raigambre indígena que deviene de épocas prehispánicas.

El Municipio de Guaranda y el Comité Permanente, son los encargados de planificar los eventos del carnaval con 6 meses de anticipación. De forma general los eventos más relevantes que se desarrollan son:

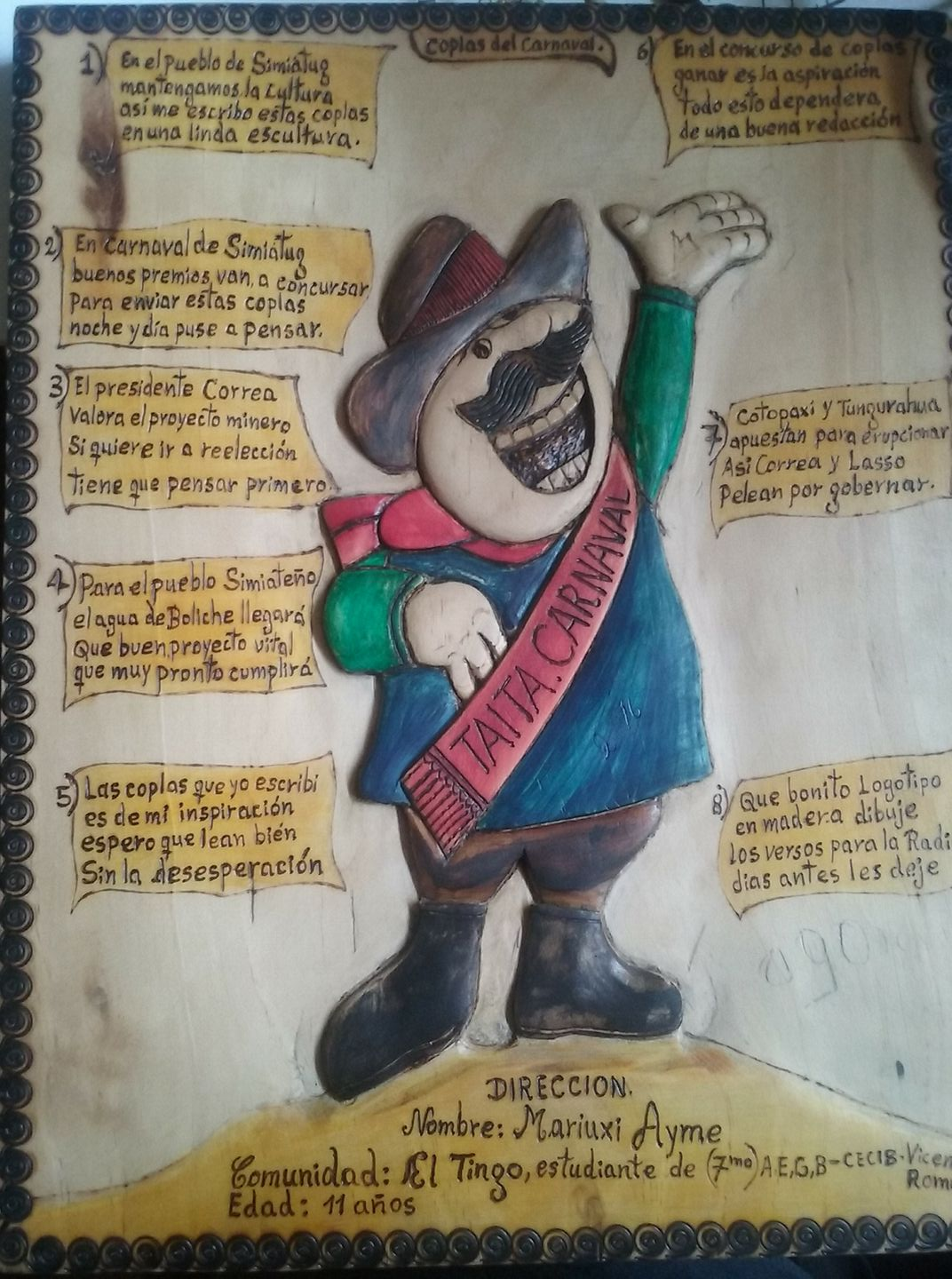
Coplas del carnaval escrito por un niño

- Lanzamiento oficial del evento: 30 días antes.
- Pregón de apertura del Carnaval: 30 días antes.
- Proclamación del Taita Carnaval: 25 a 30 días antes.
- Serenata a las candidatas a Reina del Carnaval: 21 días antes.
- Elección y coronación de la Reina del Carnaval: 21 días antes.
- Entrada del Taita Carnaval: 18 días antes.
- Elección de la Ñusta Carnaval y Arranque del Pawkar Raymi: 15 días antes.
- Concursos de coplas carnavaleras: 15 días antes.
- Comparsas de las Instituciones Públicas e Instituciones Educativas: 1 semana antes.
- Carnaval Universitario: 1 semana antes.
- Carnaval Intercultural (Pawkar Raymi): sábado de Carnaval
- Comparsa Principal y Carros Alegóricos: domingo de Carnaval
- Carnaval de las Parroquias: lunes de Carnaval
- Despedida del Carnaval: martes de Carnaval
- Entierro del Taita Carnaval: miércoles de Ceniza

Desde las comunidades de la parroquia rural de Simiátug y de las zonas aledañas a las provincias de Cotopaxi, Tungurahua y Los Ríos, los radioescuchas de la emisora Runacunapac Yachana, participan en el concurso de coplas inéditas, bajo el reglamento establecido por los organizadores. El contenido se refiere a la situación social, política, económica del país o de la localidad; a través de las coplas los niños, niñas, jóvenes, adultos, hombres y mujeres se expresan de forma dinámica sobre la realidad. 
Generalmente las cartas de las coplas y los versos del carnaval son escritos a mano en una hoja de papel y con los datos personales de los participantes.

### Gastronomía

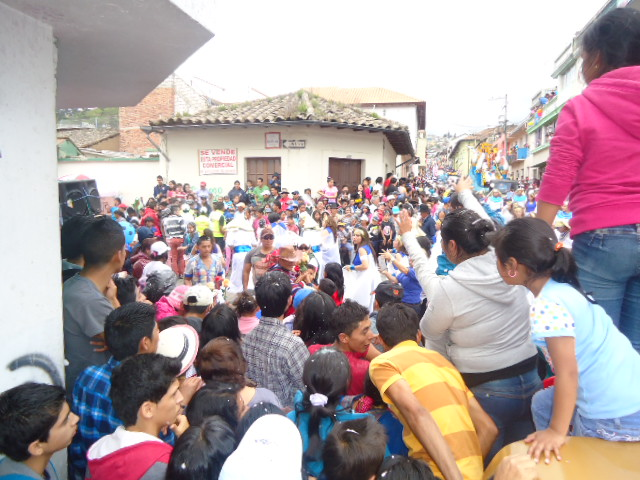
Comparsas.

En época de carnaval son habituales los siguientes platos típicos:
- Mote con fritada
- Papas con cuy
- Morcilla
- Chigüiles
- Dulce de zambo
- Dulce de arroz
- El pájaro azul
- Chicha de maíz.[17]

## Museo del Carnaval
El Museo del Carnaval es un edificio de 3 pisos que tiene forma de Guitarra, está ubicado en la cima de la colina de San Jacinto, desde donde se tiene una vista de la ciudad y del nevado Chimborazo. En 2016 sufrió algunos daños debido al terremoto de abril.
En la primera planta la exposición hace una introducción sobre las características de la provincia Bolívar y los distintos cantones, en otro espacio se encuentran fotografías y objetos antiguos que explican los inicios de la tradición del Carnaval. También se puede conocer sobre la vestimenta, gastronomía, instrumentos musicales y costumbres de la época.